# Zempoala, Hidalgo
Zempoala là một đô thị thuộc bang Hidalgo, México. Năm 2005, dân số của đô thị này là 27333 người.